# ジョン・ヌグギ
ジョン・ヌグギ（John Ngugi Kamau、1962年5月10日 - ）は、ケニアの陸上競技選手。1988年ソウルオリンピックの金メダリストである。リフトバレー州ライキピア県ニャフルル出身。

## 経歴
ヌグギは、クロスカントリーとトラックの長距離を得意とした選手である。最初にヌグギが活躍したのはクロスカントリーで、1986年の世界クロスカントリー選手権を制してから1989年まで4連覇を達成している。
トラックでは、1987年のローマの世界選手権の5000mに出場。決勝のレースでは2000mを過ぎたところで先頭に立ちレースを引っ張ったが、ラストのスプリントが効かず12位という結果に終わった。しかし、同年のアフリカ競技大会では5000mで金メダルを獲得している。
1988年、ソウルオリンピックの5000mでもケニア代表となると、決勝のレースでは、1000mを過ぎたところで先頭に立つと一時は50mほどのリードを取り独走状態となる。残り1周となったところで20mほどに差を詰められたが、前年の世界選手権と違い最後のスプリントでも追いつかれることはなく、金メダルを獲得した。
ヌグギは、1992年に行われた世界クロスカントリー選手権で5度目の優勝を果たす。しかし、この大会が、ヌグギの最後のメジャーな大会への出場となってしまう。1993年にヌグギは、抜き打ちのドーピング検査を拒否。そのため4年間の出場停止処分を受けてしまう。後に2年に短縮されたものの、ヌグギは現役引退を余儀なくされた。

## 自己ベスト
- 3000m - 7分54秒17 (1989年7月7日)
- 5000m - 13分11秒14 (1990年8月10日)
- 10000m - 27分11秒62 (1991年9月13日)

## 主な実績
| 年   | 大会                       | 場所                           | 種目         | 結果 | 記録       |
| ---- | -------------------------- | ------------------------------ | ------------ | ---- | ---------- |
| 1985 | アフリカ陸上選手権         | カイロ(エジプト)               | 5000m        | 3位  | 14分44秒33 |
| 1986 | 世界クロスカントリー選手権 | ヌーシャテル（スイス）         | シニアロング | 1位  | 35分33秒   |
| 1987 | 世界クロスカントリー選手権 | ワルシャワ（ポーランド）       | シニアロング | 1位  | 36分07秒   |
| 1987 | アフリカ競技大会           | ナイロビ(ケニア)               | 5000m        | 1位  | 13分31秒87 |
| 1988 | 世界クロスカントリー選手権 | オークランド(ニュージーランド) | シニアロング | 1位  | 34分32秒   |
| 1988 | オリンピック               | ソウル（韓国）                 | 5000m        | 1位  | 13分11秒70 |
| 1989 | 世界クロスカントリー選手権 | スタバンゲル(ノルウェー)       | シニアロング | 1位  | 39分42秒   |
| 1989 | アフリカ陸上選手権         | ラゴス(ナイジェリア)           | 5000m        | 1位  | 13分22秒07 |
| 1990 | コモンウェルスゲームズ     | オークランド(ニュージーランド) | 5000m        | 2位  | 13分24秒94 |
| 1992 | 世界クロスカントリー選手権 | ボストン(アメリカ合衆国)       | シニアロング | 1位  | 37分05秒   |